# Bruno Spitzl

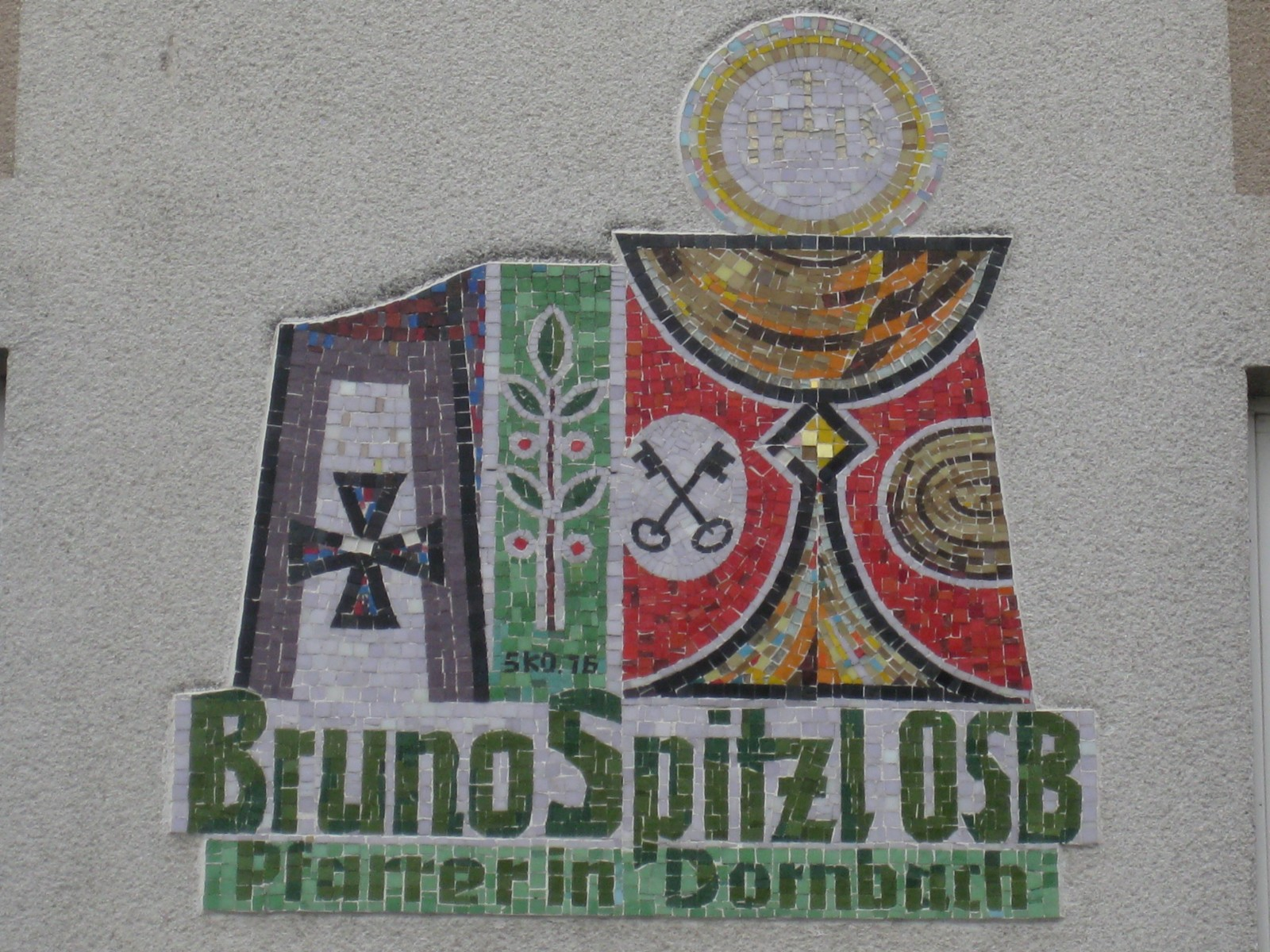
Bruno Spitzl-Gedenkmosaik in Wien, Dornbacher Str. 41

Bruno Spitzl OSB (* 12. April 1887 in Tepl, Böhmen als Rudolf Engelbert Spitzl; † 7. Februar 1962 in Maria Plain) war Benediktiner, Militärgeistlicher im Ersten Weltkrieg, Pfarrer in Wien und Wallfahrtspriester in Maria Plain.

## Leben
Bruno Spitzl kam am 12. April 1887 in Tepl als Sohn von Teresia (geb. Hubl) und Anton Spitzl zur Welt und wurde einen Tag später auf den Namen Rudolf Engelbert getauft. Von 1897 bis 1905 besuchte er das Erzbischöfliche Knabenseminar Borromäum in Salzburg und trat am 3. September 1905, unmittelbar nach seiner Matura, in den Benediktinerorden ein. Dabei nahm er den Ordensnamen Bruno an. Nachdem er noch im selben Jahr sein Theologiestudium an der Theologischen Fakultät in Salzburg begonnen hatte, legte er am 17. November 1906 die einfache und am 6. Juni 1909 die feierliche Profess im Stift St. Peter in Salzburg ab. Pater Bruno wurde am 29. August 1909 zum Priester geweiht und feierte am 5. September 1909 seine Primiz.
Von 1910 bis 1914, war der junge Priester in Abtenau als Kooperator tätig und anschließend bis Ausbruch des Ersten Weltkrieges Präfekt des Konvikts. Nachdem er am 3. September 1914 zum Feldkuraten in der Reserve ernannt worden war, begleitete er von November 1914 bis Juni 1918 als Feldgeistlicher das Salzburger Hausregiment, das k.u.k. Infanterieregiment „Erzherzog Rainer“ Nr. 59. Diese seine Tätigkeit führte ihn zunächst nach Galizien und Russland, später auch nach Oberitalien bzw. an die Dolomiten- und Isonzofront.
Nach seiner Rückkehr aus dem Krieg und der Genesung von einer schweren Krankheit war er von 1918 bis 1930 Stiftskämmerer seines Klosters und ab 1924 auch Sekretär der Konföderation deutschsprachiger Benediktinerabteien. Nach einer einjährigen Tätigkeit als Pfarrer in Rußbach kam er nach Wien, wo er von 1931 bis 1954 in Dornbach, im 17. Wiener Gemeindebezirk, als Pfarrer wirkte. Während dieser Zeit wurden ihm weitere Zuständigkeiten übertragen, wie zum Beispiel das Inspektorat des katholischen Religionsunterrichts.
Aus gesundheitlichen Gründen zog sich Spitzl im September 1954 aus diesen Tätigkeiten in der Erzdiözese Wien zurück. Die darauffolgenden Jahre verbrachte er als Wallfahrtspriester im Benediktinerpriorat Maria Plain bei Bergheim, wo er am 7. Februar 1962 im Alter von 75 Jahren verstarb.
Sein Großonkel mütterlicherseits war Bruno Bayerl, Abt des Stiftes Tepl.

## Tätigkeit im Ersten Weltkrieg
Nach seiner Ernennung zum Feldkuraten in der Reserve konnte es P. Bruno Spitzl kaum erwarten, an die Front zu kommen. Anfang November 1914 kam er schließlich als Ersatz für einen in feindliche Gefangenschaft geratenen Feldkuraten zum 59. Infanterieregiment.
Es dauerte nicht lange, bis der Kriegsalltag den begeisterten Seelsorger einholte und eine tiefe Friedenssehnsucht in ihm erwachte. Die vielen Todesfälle, die körperlichen Entbehrungen, der Mangel an für die Seelsorge notwendigen Materialien und die permanenten Gefahren machten ihm vor allem in den ersten Monaten sehr zu schaffen. So zelebrierte er vom 2. bis zum 21. Dezember 1914 kein einziges Mal und auch die einige Tage später von ihm aufwändig vorbereitete Silvesterfeier fiel durch einen überstürzten Abzug ins Wasser. Nur in Zeiten des Stellungskrieges, etwa bei den Kämpfen am San 1915 oder am Monte Cimone 1917, konnte er im Regiment eine geregelte und auf längere Zeit ausgelegte Gottesdienstordnung  einführen.
P. Bruno Spitzl war als Feldkurat grundsätzlich in zwei Bereichen tätig: die geistlichen Aufgaben umfassten das Zelebrieren von Gottesdiensten, die Abnahme von Beichten, Versehgänge zu den Schwerverletzten. Ebenso war er als Feldgeistlicher dafür verantwortlich, dass die verstorbenen christlichen Soldaten würdevoll begraben wurden. In der Praxis kümmerte sich Spitzl auch um viele Soldaten anderer Konfessionen bzw. Religionen, zumal die entsprechenden Feldgeistlichen oft nicht erreichbar waren. Zweitens hatte Spitzl auch administrative Tätigkeiten auszuführen, etwa das Festhalten der Todesfälle in den großen Matrikelbüchern oder der Briefverkehr mit deren Angehörigen.
Ab 1915 entstand eine Art allgemein-profane Truppenbetreuung. Feldkurat Spitzl beschaffte Lesematerial, war an der Zensur desselben beteiligt und leitete das Soldatenheim seines Regiments. Auszeichnungen und viele Dankesschreiben geben Zeugnis von der Wertschätzung, die er unter seinen Soldaten und Vorgesetzten genossen hat.

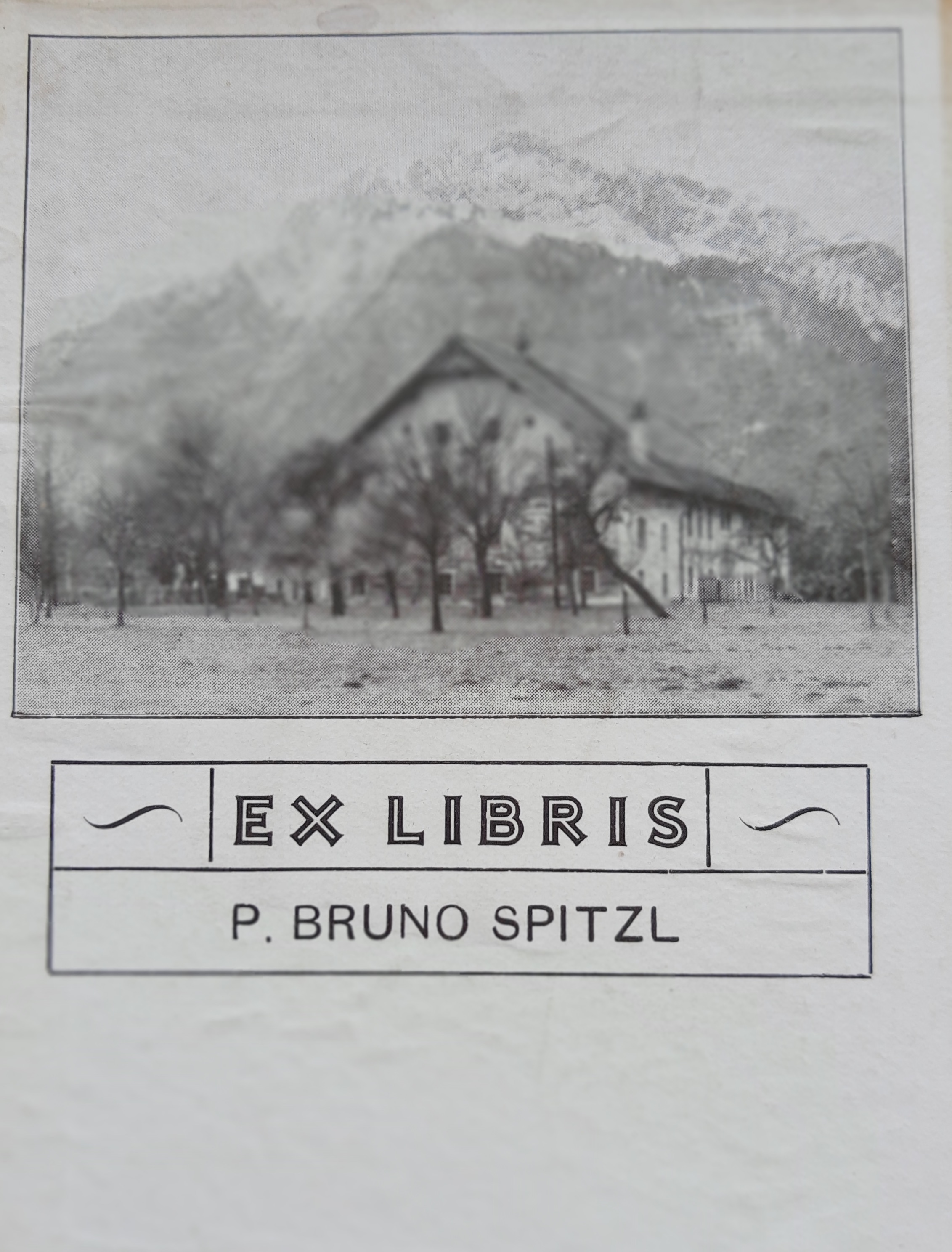
Spitzls Exlibris

Über seine Arbeit als Feldkurat schrieb er 1917 in einem seiner vielen Briefe: Es war ja oft recht hart; aber es war ganz gewiß eine Schule für mich auch in rein beruflicher Hinsicht. Ich hoffe, daß ich auch als besserer Priester und Ordensmann daraus hervorgehe. (Archiv St. Peter, Akt 233/1)
Nach 1918 war P. Bruno Spitzl in Veteranenkreisen tätig. Er wurde 1924 zum Ehrenmitglied des “Rainerbundes”, dem er kurz nach Kriegsende beigetreten war, ernannt. Ein für Spitzl sehr wichtiges Erlebnis war die 1952 unternommene Frontfahrt seines ehemaligen Regiments an die einstigen Frontabschnitte in Norditalien. So besuchte er mit 170 Veteranen auch den Monte Cimone, auf dem erbittert gekämpft worden war und an dessen Fuß 800 k.u.k.-Soldaten begraben liegen. An seine im Rahmen dieser Fahrt dort abgehaltene Heldenmesse konnten sich später noch viele Teilnehmer erinnern.
Sein nach dem Krieg verfasstes Büchlein Die Rainer – Als Feldkurat mit IR59 im Weltkrieg, das er auf der Basis seiner Tagebucheinträge und Briefe verfasst hat, erschien 1938 und 1953. Er berichtet darin von Episoden, die für ihn als einstigen Feldgeistlichen von besonderer Bedeutung waren. Auch in Lipuschs Werk “Österreich-Ungarns katholische Militärseelsorge im Weltkriege”, welches 1938 von offizieller Stelle beauftragt und veröffentlicht wurde, befinden sich zwei kurze Beiträge von Bruno Spitzl.

## Veröffentlichungen
- Die Rainer – Als Feldkurat mit IR59 im Weltkrieg (Innsbruck 11938, Salzburg 21953).